# Karl Konrad
Karl Gustav Konrad (* 26. November 1881 in Jutroschin, Kreis Rawitsch, Provinz Posen; † 13. Dezember 1958 in Kiel) war ein deutscher Gymnasiallehrer und Schriftsteller. In Erinnerung geblieben ist er als Studentenhistoriker.

## Leben
Nach dem Abitur 1902 studierte Konrad an der Schlesischen Friedrich-Wilhelms-Universität in Breslau Philologie. An der Friedrich-Wilhelms-Universität zu Berlin wurde er 1910 mit einer theaterkundlichen Arbeit zum Dr. phil. promoviert. Als unverheirateter Studienrat mit vielen Stellvertretungen beauftragt, führte er über lange Zeit ein unruhiges Leben. Nach Fraustadt in Westpreußen und  Preußisch Friedland in der Grenzmark Posen-Westpreußen kam er nach Breslau, wo er lange blieb. In der Nachkriegszeit in Deutschland lebte er in Gräfenthal (Thüringen) und Surendorf (Schleswig-Holstein). Nach längerem Leiden wurde er am 13. Dezember 1958 in das Städtische Krankenhaus Kiel eingeliefert, wo er am selben Tag einem Herzinfarkt erlag.
Die Theaterwissenschaft hat Konrad viel zu verdanken. Er befasste sich mit Volksstück, Hörspiel, Puppenspiel und Novelle. Er übersetzte aus dem Englischen und dem Französischen. Den Zugang zur Studentengeschichte fand er schon 1902, als er Ergänzungen zu Friedrich Kluges Deutscher Studentensprache herausbrachte. Über viele Jahre gab er die Breslauer Hochschul-Nachrichten heraus. Seine Bücher- und Bildersammlung ging in den Besitz des Verbandes Alter Corpsstudenten über, so dass sie bei Kriegsende und dem Verlust Schlesiens nicht verlorenging. Konrads Bilderkunde des deutschen Studentenwesens gilt noch heute als Standardwerk.

## Veröffentlichungen
- Hygienisch-Sanitäres aus alter Studentenzeit. Zeitschrift des Allgemeinen Deutschen Burschenbundes, Landau 1908 (Sonderabdruck).
- Die Studenten und das Glücksspiel, um 1909.
- Die deutsche Studentenschaft in ihrem Verhältnis zu Bühne und Drama. Berlin 1912.
- Zur Bilderkunde des deutschen Studentenwesens : eine bibliographische Skizze. Breslau 1921.
- Schlesische Studenten auf der alten Straßburger Universität. Breslau 1926.
- Das Studentische bei Wilhelm Raabe. Breslau 1927.
- Grundzüge der Poetik. Vom künstlerischen Schaffen und Genießen. Breslau 1929.
- Bilderkunde des deutschen Studentenwesens. Nachträge und Ergänzungen. Berlin 1935.

Aufsätze
- Paul Winckler und sein „Edelmann“. Ein Kapitel aus der Literaturgeschichte Schlesiens. In: Schlesische Volkszeitung, Breslau, Sonntagsbeilage, 1909, S. 214–216.
- Ergänzungen zu Friedrich Kluges „Deutsche Studentensprache“. In: Zeitschrift für Deutsche Wortforschung, Straßburg 1910, S. 271–293.
- Breslaus „Burschenherrlichkeit“ im Spiegel der Dichtung. In: Schlesische Monatshefte, Breslau 1926, S. 145–150, 203–207.

Beiträge im Convent
- Tathafte Unterstützung des Instituts für Studentengeschichte und Hochschulkunde in Würzburg. 6 (1955), S. 189.
- Ein neues Studentenbild. 7 (1956), S. 224 a/b.
- 350jährige Jubelfeier der Universität Gießen. 9 (1958), S. 8.
- Briefmarke für die Universität Greifswald. 9 (1958), S. 89.
- Jubiläumsmarke für die Universität Jena. 9 (1958), S. 240.
- Jobs redivivus. 9 (1958), S. 240b, siehe Jobsiade

Herausgeber
- Breslauer Hochschul-Nachrichten 1914–1935.